# Domanovszky Sándor
Domanovszky Sándor (Nagyszeben, 1877. május 27. – Budapest, 1955. április 30.) magyar történész, egyetemi tanár, a Magyar Tudományos Akadémia tagja (levelező: 1915, rendes: 1926, tiszteleti: 1940–1949). Domanovszky Endre festőművész édesapja.

## Élete
Édesapja a filozófus Domanovszky Endre (1817–1895), édesanyja Jurenák Frida (Friderika) volt. Anyai nagyapja Jurenák Pál (1795-1876) budapesti választott polgár, vaskereskedő, ágostai evangélikus felekezetű, nagyanyja Weisz Borbála (1810-1881), dédnagyapja Jurenák János parlamenti képviselő és modori polgármester volt. Felesége dr. Kommer Magdolna, akivel 1930-ban kötött házasságot Budapesten, a Józsefvárosban.
Egyetemi tanulmányait a budapesti Magyar Királyi Tudományegyetemen végezte el 1899-ben. Ettől az évtől a pozsonyi főreáliskola tanára, majd 1904-től a fővárosi kereskedelmi akadémia tanára lett. 1914-1948 között a budapesti Magyar Királyi Tudományegyetem, illetve a Pázmány Péter Tudományegyetem magyar művelődéstörténet professzora, közben az ELTE Bölcsészettudományi Kar dékánja, majd az egyetem rektora is volt.

1915-ben a Magyar Tudományos Akadémia levelező tagja lett. 1926-ban az Akadémia rendes tagjává választották. A lengyel és az osztrák tudományos akadémia levelező tagja volt (1932, ill. 1941). A Nemzetközi Történész Bizottság (Comité International des Sciences Historiques, CISH) munkájába is bekapcsolódott (1928). – 1913-tól, 30 évig a Századok című lap szerkesztője volt. Hosszú ideig a Magyar Történelmi Társulat alelnöki tisztségét töltötte be (1916–1946).
 
Történész szakértője volt a párizsi magyar békedelegációnak (1919–1920). Az 1920-as évek elején, mint a Történelmi Társulat alelnöke szoros kapcsolatba került Klebelsberg Kunóval. Az Országos Ösztöndíjtanács ügyvezető alelnöke és az Országos Közoktatási Tanács tagja volt, valamint a lengyel–magyar kapcsolatok ápolását célul tűző, elsősorban irodalommal foglalkozó Magyar Mickiewicz Társaságnak. A Pázmány Péter Tudományegyetemet képviselte a  parlament felsőházában (1939).

Az egyetemi tanszékén az oktatók-kutatókból – vezetésével – agrártörténeti csoport szerveződött. A 16–18. századi Magyarország majorsági gazdálkodásának kérdéseit vizsgálták. Mindig gondos, adatközlés és feldolgozás jellemezte történeti munkáikat. Domanovszky a magyar középkor történeti forrásaival is foglalkozott. A dubnici-, pozsonyi-, budai-, a Mügeln és a Kézai-krónika (1906) feldolgozója volt. Értékes könyve az Árpád-házi trónörökösödési kérdések boncolgatása és a József nádor életéről írt munkája. Jelentős munka a kétkötetes Világtörténete és a szerkesztésében megjelent ötkötetes Magyar művelődéstörténet. – Tankönyvírói és metodikai munkássága is kiemelkedő volt.

## Művei
- Dubnici Krónika (1899)
- A budai Krónika (1902)
- Kézai Simon mester krónikája (1906)
- A trónöröklés kérdéséhez Az Árpádok korában (1913)
- A harmincadvám eredete (1916)
- La Hongrie Occidentale. Párizs-Budapest, 1920. (Teleki Pállal) Online
- A szepesi városok árumegállító joga 1358–1570 (1922)
- Die Geschichte Ungarns (1923)
- József nádor élete és iratai (I–IV. 1925–1944)
- La méthode historique de M. Nicolas Jorga (1938)
- Magyar művelődéstörténet – a Magyar Történelmi Társulat megbízásából szerkesztette Domanovszky Sándor – Magyar Történelmi Társulat, Budapest, 1939–1942. – Hasonmás kiadás: Babits Kiadó, Szekszárd, 1993. – ISBN 963-7806-68-7 – Hozzáférés: 2013. május 20.

1979-ben a Gondolat könyvkiadó adta ki tanulmányainak válogatott gyűjteményét Gazdaság és Társadalom a középkorban címmel.